# Cazzago Brabbia
Cazzago Brabbia (lombardul: Cazzagh) település Olaszországban, Varese megyében. Lakosainak száma 789 fő (2023. január 1.). Cazzago Brabbia Biandronno, Bodio Lomnago, Inarzo, Ternate és Varese községekkel határos.

## Népesség
A település népességének változása:
| Lakosok száma | 815  | 807  | 789  |
|               | 2017 | 2018 | 2023 |